# Теліфони
Теліфони (Uropygi, також Thelyphonida) — ряд павукоподібних. Схожі на скорпіонів, але вирізняються тим, що мають клешнеподібні педіпальпи, перша пара ніг дуже подовжена, батігоподібна, а на кінці черевця є довгий багаточленниковий джгутик. Інколи до ряду включають шизомід (Schizomida).

## Поширення
Теліфони поширені у південних частинах Північної Америки, у Південній Америці, Західній Африці та від Південної Азії до островів Океанії.

## Опис
Вони мають плоску подовжену опістосому з джгутикоподібним тельсоном. Тіло більшості видів завдовжки 2-4 мм, але Mastigoproctus giganteus, який мешкає в Сполучених Штатах, має довжину до 7 см.

## Спосіб життя
Усі теліфони є нічними хижаками, які вдень ховаються у норах або серед підстилки. В їжу вони споживають різних безхребетних, але найбільші види також їдять дрібних хребетних, наприклад жаб. Вони вбивають свою здобич, тримаючи її кліщами педіпальп і розчавлюючи її об колючі нарости біля основи пальп.
Парування починається із залицяння, наприкінці якого самець прикладає спермотеку до статевого отвору самиці. Спарена самиця викопує спеціальну гніздову камеру, відкладає яйця на мембрану, яку вона виробила там, і носить вироблені яйця з собою, прикріпленими до нижньої поверхні задньої частини тіла. Дитинчата прикріплюються до спини матері. Вони ростуть повільно, і їм потрібно до трьох років, щоб стати дорослими.

## Класифікація
Відомо понад 100 сучасних видів у 16 родах з єдиної родини Thelyphonidae (за даними World Uropygi Catalog):
- Etienneus Heurtault, 1984
- Ginosigma Speijer, 1936
- Glyptogluteus Rowland, 1973
- Hypoctonus Thorell, 1888
- Labochirus Pocock, 1894
- Mastigoproctus Pocock, 1894
- Mayacentrum Viquez & Armas, 2006
- Mimoscorpius Pocock, 1894
- Ravilops Víquez & Armas, 2005
- Sheylayongium Teruel, 2018
- Thelyphonellus Pocock, 1894
- Thelyphonoides Krehenwinkel, Curio, Tacud & Haupt, 2009
- Thelyphonus Latreille, 1802
- Typopeltis Pocock, 1894
- Uroproctus Pocock, 1894
- Valeriophonus Viquez & Armas, 2005

Крім того, описано сім викопних родів:
- †Burmathelyphonia Wunderlich, 2015
- †Geralinura Scudder, 1884
- †Mesoproctus Dunlop, 1998
- †Mesothelyphonus Cai & Huang, 2017
- †Parageralinura Tetlie & Dunlop, 2008
- †Proschizomus Dunlop & Horrocks, 1996
- †Prothelyphonus Frič, 1904